# Margo (Nicosia)
Margo (in greco Μαργό?; in turco Margo) è un villaggio disabitato di Cipro, situato a ovest di Pyrogi (anch'esso disabitato). Esso è situato de facto nel distretto di Lefkoşa della Repubblica Turca di Cipro del Nord, e de jure del distretto di Nicosia della Repubblica di Cipro.
Il villaggio è utilizzato solo come campo militare turco.

## Geografia fisica
Il villaggio è situato a ovest di Pyrogi. Oggi è disabitato, poiché si trova all'interno di un'area militare e può essere visitato solo con il permesso dell'esercito turco.

## Origini del nome
Il nome del villaggio deriva da un tipo di terreno chiamato "margon".

## Società

### Evoluzione demografica
L'intera popolazione del villaggio era composta da ebrei ciprioti che gestivano la fattoria Margo. La fattoria era stata acquistata fra il 1892 e il 1898 da un gruppo di ebrei londinesi pre-sionisti con l'aiuto della Jewish Colonisation Association, in un periodo in cui l'emigrazione verso la Palestina era molto difficile.